# Jerzy Peltz
Jerzy Peltz, ps. Szerszeń (ur. 5 lutego 1929 w Krakowie, zm. 8 czerwca 2017 w Warszawie) – polski dziennikarz i krytyk filmowy, powstaniec warszawski. 

## Życiorys
Urodził się w rodzinie Adama i Haliny z Kołtońskich. Miał brata, który urodził się w 1938. Do wybuchu II wojny światowej ukończył cztery oddziały prywatnej szkoły powszechnej Towarzystwa Oświatowo-Wychowawczego „Przyszłość” przy ul. Śniadeckich w Warszawie.
Podczas okupacji niemieckiej mieszkał w Warszawie, uczęszczał na tajne komplety (ukończył drugą i trzecią klasę gimnazjalną). Od grudnia 1943 do sierpnia 1944 mieszkał w bursie, w której zetknął się z konspiracją (Narodowe Siły Zbrojne). Pod pseudonim Szerszeń brał udział w powstaniu warszawskim, walcząc ochotniczo w 2. kompanii batalionu „Chrobry I” na Starym Mieście w sierpniu 1944 i potem, po przejściu kanałami, również w Śródmieściu, aż do kapitulacji. Szczęśliwie uratowany po zbombardowaniu Pasażu Simonsa. Wywieziony w wieku piętnastu lat do obozów jenieckich na terenie ówczesnych Niemiec (Stalag 344 Lamsdorf) i Austrii (Stalag XVIII C Markt-Pongau).
Po kapitulacji Niemiec trafił do Szwajcarii do 2. Dywizji Strzelców Pieszych. Do Polski wrócił poprzez Francję, Anglię i Szkocję w 1946 roku. Do 1948 roku mieszkał wraz z rodzicami i młodszym bratem we Wrocławiu. W 1953 roku ukończył studia dziennikarskie na Uniwersytecie Warszawskim oraz Studium Wiedzy o Filmie w łódzkiej PWSTiF.
Pracował między innymi w tygodnikach Film i Antena (także jako redaktor naczelny).
Był jurorem wielu festiwali filmowych w Polsce (między innymi w Gdyni) i na świecie (Montreal, Hawana). Przez wiele lat był przewodniczącym polskiego oddziału FIPRESCI.
W 2012 został wybrany w skład Rady Naczelnej Światowego Związku Żołnierzy Armii Krajowej. W ostatnich latach życia był prezesem zarządu Środowiska „Chrobry I” Światowego Związku Żołnierzy Armii Krajowej.
Został odznaczony Warszawskim Krzyżem Powstańczym.
Zmarł w Warszawie, pochowany na cmentarzu Wojskowym na Powązkach (kwatera D18-P05-1).